# Ti amerò... fino ad ammazzarti
Ti amerò... fino ad ammazzarti (I Love You to Death) è un film del 1990 diretto da Lawrence Kasdan. La pellicola si ispira ad un reale fatto di cronaca accaduto ad Allentown nel 1984 .

## Trama
Joey Boca è un pizzaiolo italo-americano, sposato con Rosalia, ha due figli e tradisce la moglie con una donna dopo l'altra. Un giorno, Rosalia coglie per caso in flagrante il marito con un'altra donna; disperata, decide di suicidarsi con numerose pillole ma non ci riesce. Decide perciò di consultarsi con la madre Nadja ed entrambe decidono di uccidere Joey. 
Le due donne assoldano un aggressore ma quando questo tenta di colpirlo con una mazza da baseball, Joey reagisce mettendolo in fuga; Nadja decide allora di sabotare l'auto di Joey con una bomba che dovrebbe attivarsi all'accensione ma quando Joey accende il motore la macchina miracolosamente non esplode. Da ultimo Rosalia e Nadja decidono di avvelenare Joey: cucinano degli spaghetti nella cui salsa svuotano interi flaconi di sonnifero ma Joey, anziché morire, finisce solo per addormentarsi profondamente. 
Rosalia e sua madre decidono di convocare Devo Nod, il ragazzo che lavora nella loro pizzeria, invaghito di Rosalia, e gli chiedono di sparare a Joey mentre dorme. Il ragazzo gli spara alla testa, ma il calibro è troppo piccolo, tanto che Joey non se ne accorge nemmeno, e non sentendosela di colpirlo ancora, assolda Harlan e Marlon, due cugini tossicodipendenti per ucciderlo definitivamente. I due gli sparano maldestramente al petto e comunque, di nuovo a causa del piccolo calibro della pistola usata, Joey resta in vita e, addirittura, si alza venendo a salutare gli "ospiti", fino a che non viene convinto dalla moglie che la causa del suo malessere è da attribuirsi a un virus e quindi portato a letto, nella speranza che dimentichi tutto.
I due tossicodipendenti però, una volta via, si vantano del gesto nel bar che frequentano e vengono uditi da un delinquente che, una volta arrestato, avverte la polizia in cambio di un accordo; il tenente Schooner e il sergente Wiley vanno a controllare a casa di Joey, che viene ricoverato in ospedale dopo avere trovato il minuscolo foro del proiettile alla testa mentre Rosalia, Nadja, Devo e i due tossicodipendenti vengono arrestati. 
Joey viene dimesso presto dall'ospedale e capisce che Rosalia sa dei suoi tradimenti: per questo, complice anche un severo rimprovero da parte della propria madre, fa rilasciare tutti e cerca di riconciliarsi con Rosalia, che però non è affatto contenta della sua visita, tanto da comunicargli il divorzio; Joey le dichiara il suo amore dicendole di amarla più di prima e così Rosalia decide di perdonarlo. Da quel momento, Joey sarà un marito fedele.

## Produzione
Il film contiene camei di Sheryl Lee, Phoebe Cates e del regista stesso nel ruolo dell'avvocato.

## Curiosità
Nella scena iniziale del ristorante, durante i titoli di testa, ci sono tanti riferimenti alla cultura pop italiana ed italo-americana, tra cui il poster della nazionale italiana del Mondiale 1982, dei quadri raffiguranti papa Giovanni Paolo II, Frank Sinatra, il presidente U.S.A. John Fitzgerald Kennedy, due rappresentazioni sacre e in sottofondo prima la colonna sonora originale (con una citazione di Non Dimenticar di Gino Redi) e poi Futura di Lucio Dalla.